# 薄焼き卵
薄焼き卵（うすやきたまご）は、鶏卵を溶きほぐし、薄く延ばして焼いた料理である。薄焼き卵を細く切った錦糸卵（きんしたまご）についても本稿で述べる。

## 概要
溶き卵をフライパンなどの調理器具に薄く広げ、焦げないように焼き上げたもの。一般的には両面を焼いて仕上げるが、料理によっては片面焼きとする場合もある。味付けは特に行なわれないことが多い。厚みに関しては、紙のように薄いものから1cm以上あるものまで、いわゆる「厚焼き卵」とみなされないものは一様に「薄焼き卵」と呼称される傾向にある。

## 薄焼き卵を用いる料理

### 寿司
寿司飯を薄焼き卵で包んだものとして、茶巾寿司や袱紗（ふくさ）寿司などがある。また巻き寿司の海苔代わりに使われることもあり、千葉県の郷土料理の太巻き祭り寿司は薄焼き卵で巻かれることが多い。
なお、江戸前寿司における「薄焼き卵」は本稿で扱うものとは異なり、魚介のすり身を入れて焼き上げる「寿司屋の玉子焼き」の薄い仕様（厚さ1cm未満）のものを指す。これを用いた寿司には鞍掛け（山型に切って馬の鞍のように載せる）や柏づけ（柏餅のように薄焼き卵で酢飯を包む）などがあるが、現在は薄焼きを扱う店自体がかなり少なくなっている
。

### オムライス
オムライスやオムそばは、調味した米飯や麺料理を薄焼き卵で包んだものである。

### 鉄板イタリアン
名古屋市周辺のご当地料理イタリアン・スパゲッティ（他地方でいうナポリタン）を、熱したステーキ皿に盛り溶き卵を流しこんだものを鉄板イタリアンと呼ぶ。溶き卵は鉄板上に広がって熱され、薄焼き卵状になる。ソース焼きそばや焼きうどんにもこの調理法が応用される例がある。

### 春巻
京阪神を中心とする西日本では、揚げ春巻の皮として薄焼き卵を用いる。

### ポーク玉子
沖縄県の食堂に見られるポーク玉子は、缶詰のランチョンミートと薄焼き卵を組み合わせた定食である。

## 錦糸卵

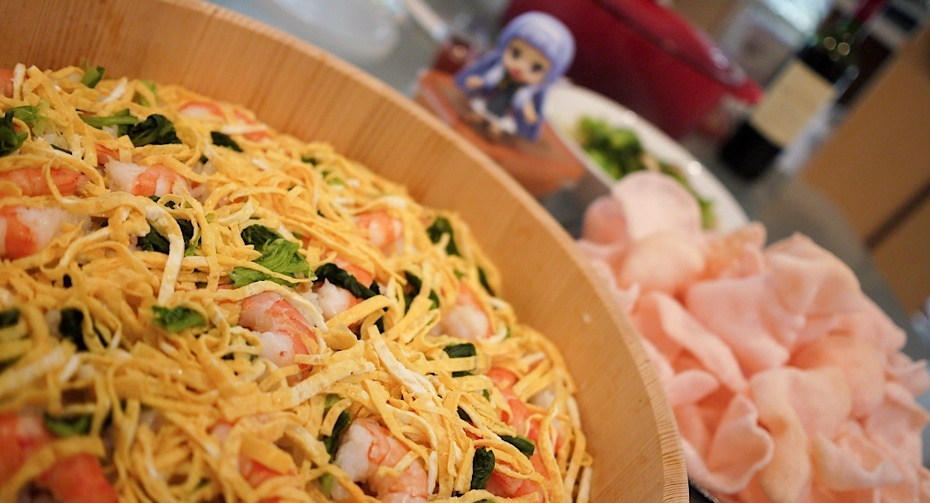
ちらし寿司

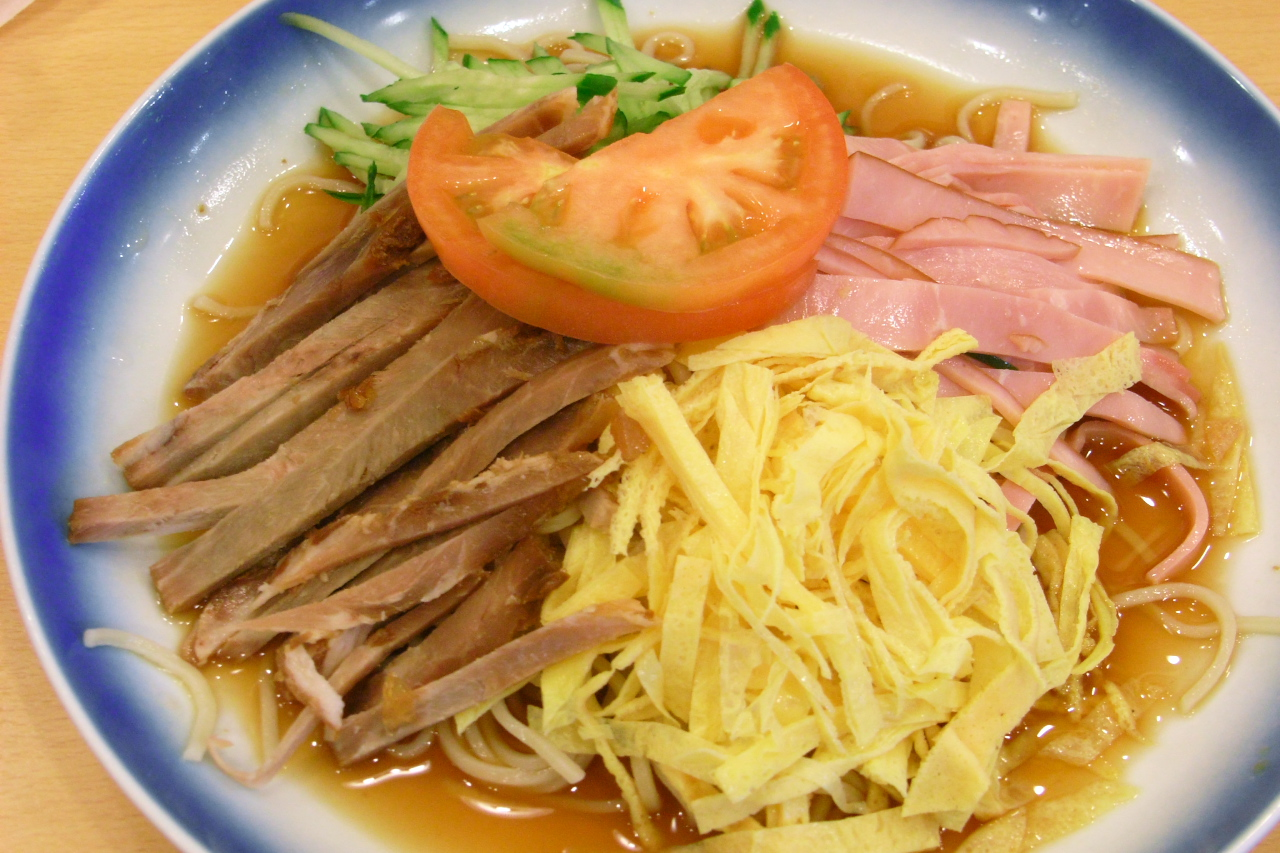
冷やし中華

薄焼き卵を細切りにしたものが錦糸卵である。文字どおり錦の糸のように明るい色彩を持つことからこの名がある。

### 錦糸卵の作り方
薄焼き卵の作り方参照。よく冷まして落ち着かせてから、細切りにする。

### 錦糸卵を用いる料理
ちらし寿司や冷やし中華などには欠かせない。その他小鉢や弁当の彩り、うな玉丼、瓦そば、冷やしうどん、沖縄そばやそうめんなどの具にも用いる場合がある。アナゴや鶏肉とともに丼飯の表面に敷き詰めた料理を錦糸丼と呼ぶこともある。

### 既製品
現在は食品会社などから「錦糸卵シート」と称する切る前の薄焼き卵や、切った上でパック詰めにしたものが売られており、外食産業でも広く利用されている。これは電子レンジに使うマイクロ・ウェーブにより調理・乾燥されたもので、非常に薄く、まさに糸のように出来上がっている。